# 美國花式溜冰錦標賽

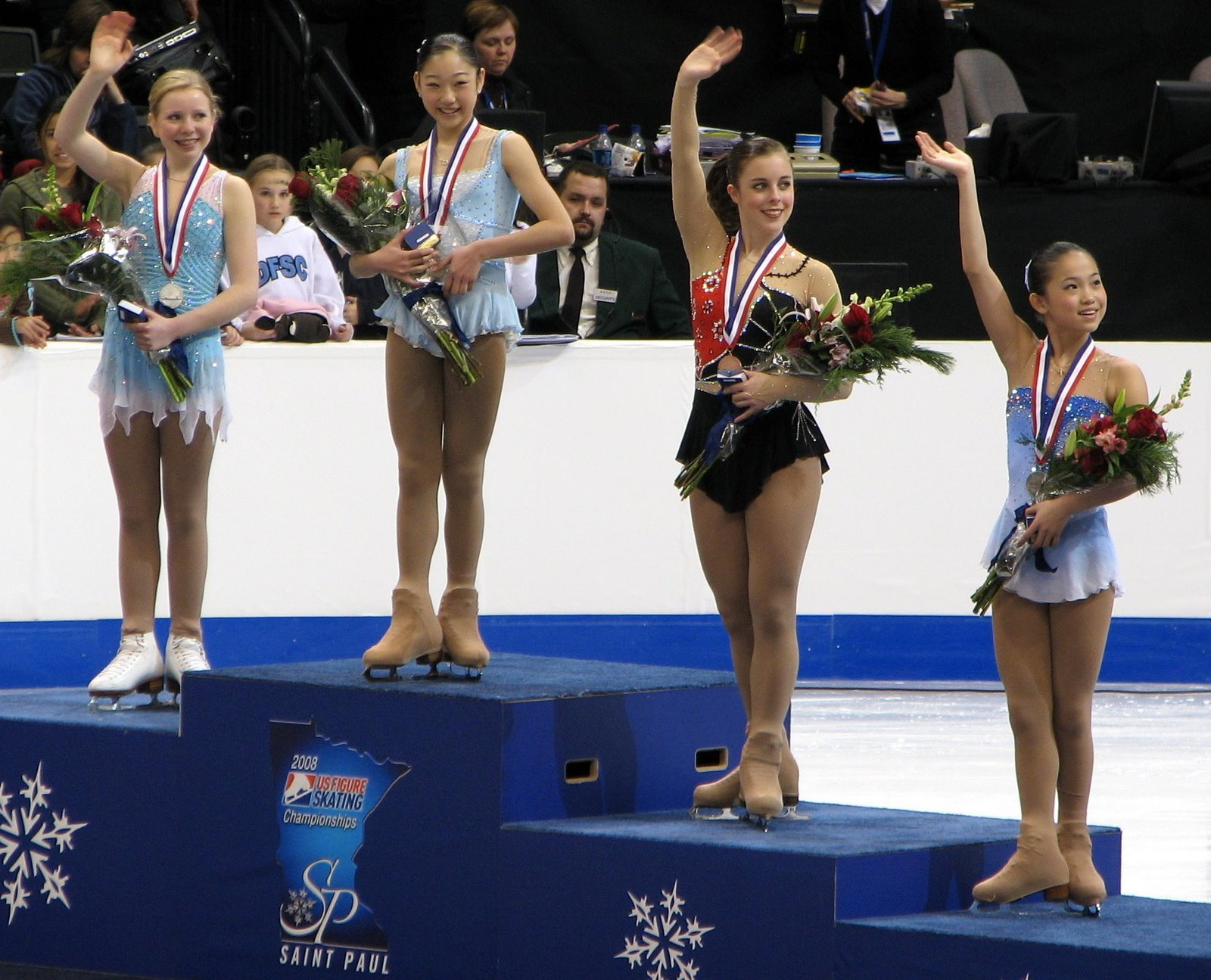
2008年美國花式溜冰錦標賽，冠軍: 長洲未来; 亞軍: 瑞秋·佛利特（Rachael Flatt）; 季軍: 艾希里·委格納（Ashley Wagner）; 殿軍: 張圓圓

美國花式溜冰錦標賽（英語：United States Figure Skating Championships）是美國最重要的花式滑冰比賽，由美國溜冰總會（U.S. Figure Skating）主辦，每年舉辦一次。美國花式溜冰錦標賽包含四個單項：男子單人滑（英語：Single skating）、女子單人滑、雙人滑（英語：Pair skating）、冰舞。各單項的第一名享有該年度「美國冠軍」的頭銜。
美國花式溜冰錦標賽成績也是決定代表美國參加世界花式溜冰錦標賽、世界青少年花式溜冰錦標賽、四大洲花式滑冰錦標賽與冬奧滑冰比賽的選手。2011年的美國花式溜冰錦標賽於1月22日至30日在格林斯伯勒舉行，2012年則是於1月22日至29日在聖荷西舉行。

## 外部連結
- 2006 Championships
- 2007 Championships
- 2008 Championships
- 2009 Championships
- 2010 Championships （页面存档备份，存于）
- 2011 Championships （页面存档备份，存于）
- 2012 Championships